# 索通阿

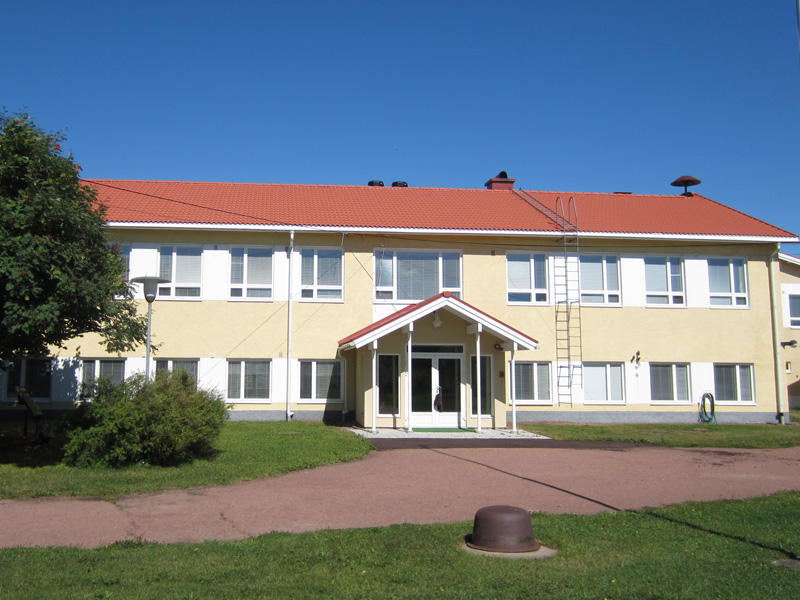
索通阿小学

索通阿（瑞典語：Sottunga）是芬蘭的市鎮，由奧蘭自治区負責管轄，始建於1959年，面積342.46平方公里，該地區自十一世紀有人類居住，2017年8月底时人口仅为93人，人口密度為每平方公里3.71人，是奥兰自治区及芬兰人口最少的市镇。

## 外部連結
- 索通阿市镇官方网站 （页面存档备份，存于） （瑞典文）
- 索通阿市镇地图 （页面存档备份，存于） （英文）